# 웰링턴 프라가 비에이라 두스 산투스
웰링턴 프라가 비에이라 두스 산투스(포르투갈어: Wellington Fraga Vieira dos Santos, 2000년 12월 4일~)는 브라질의 축구 선수이다.